# Šest
Šest je šesti broj u skupu prirodnih brojeva. Označava se brojkom 6. Njegov je prethodnik broj pet (5), a sljedbenik broj sedam (7). 

## Broj šest u drugim jezicima
| Jezik       | Naziv |
| ----------- | ----- |
| engleski    | six   |
| njemački    | sechs |
| nizozemski  | zes   |
| norveški    | seks  |
| danski      | seks  |
| švedski     | sex   |
| portugalski | seis  |
| španjolski  | seis  |
| francuski   | six   |
| talijanski  | sei   |
| rumunjski   | şase  |
| litavski    | šeši  |
| latvijski   | seši  |
| poljski     | sześć |
| češki       | šest  |
| slovački    | šesť  |
| slovenski   | šest  |
| finski      | kuusi |